# Freeport (Kansas)
Freeport es una ciudad ubicada en el de condado de Harper en el estado estadounidense de Kansas. En el año 2010 tenía una población de 5 habitantes y una densidad poblacional de 10 personas por km².

## Geografía
Freeport se encuentra ubicada en las coordenadas 37°11′50″N 97°51′23″O / 37.19722, -97.85639 (37.197234, -97.856481).

## Demografía
Según la Oficina del Censo en 2000 los ingresos medios por hogar en la localidad eran de $31,250 y los ingresos medios por familia eran $31,250. Los hombres tenían unos ingresos medios de $0 frente a los $0 para las mujeres. La renta per cápita para la localidad era de $14,590. Alrededor del 0% de la población estaban por debajo del umbral de pobreza.